# 弗雷肯费尔德
弗雷肯费尔德是德国莱茵兰-普法尔茨州的一个市镇。总面积11.13平方公里，总人口1530人，其中男性742人，女性788人（2011年12月31日），人口密度137人/平方公里。